# John Leveson-Gower, 1:e earl Gower
John Leveson-Gower, 1:e earl Gower, född 10 augusti 1694, död 25 december 1754, var en brittisk torypolitiker.

## Karriär
Leveson-Gower var lordsigillbevarare mellan 1742 och 1743 samt mellan 1744 och 1754.

## Familj
John Leveson-Gower var son till John Leveson-Gower, 1:e baron av Sittenham och lady Catherine Manners, dotter till John Manners, 1:e hertig av Rutland
Han gifte sig 1:a gången 1712 med lady Evelyn Pierrepoint (1691–1727), dotter till Evelyn Pierrepoint, 1:e hertig av Kingston-upon-Hull.
Han gifte sig 2:a gången 1733 med Penelope Stonehouse (1701–1734) och 3:e gången 1736 med lady Mary Tufton (1701–1785), dotter till Thomas Tufton, 6:e earl av Thanet. Han fick sammanlagt 7 barn, däribland:
- Gertrude Leveson-Gower (1715–1794), gift med John Russell, 4:e hertig av Bedford
- Granville Leveson-Gower, 1:e markis av Stafford (1721–1803)